# ザ・スリー・ディグリーズ
ザ・スリー・ディグリーズ（The Three Degrees）は、1963年にペンシルバニア州フィラデルフィアで結成された、アメリカの女性ボーカルグループ。グループのメンバーはしばしば入れ替わり、延べ15名もの女性メンバーがいたことになるが、グループ自体は常にトリオであった。オリジナルのメンバーはファイエット・ピンクニー、シャーリー・ポーター、リンダ・ターナー。最盛期を迎えた時のメンバーはフェイエット・ピンクニー、シーラ・ファーガソン、ヴァレリー・ホリデイで、1974年のシングル「天使のささやき」を吹き込んだのも彼女たちであった。この「天使のささやき」は全世界で爆発的にヒットし、シングルチャート全米2位、英国では1位、日本のオリコン洋楽シングルチャートで1974年7月29日付で1位を獲得した。
日本での人気も高く、何度も来日公演を行なっており、来日時にレコーディングした「天使のささやき（日本語盤）」「ミッドナイト・トレイン」「にがい涙」は、日本限定発売された。その後2010年にイギリスのBig Break Recordsから発売された『世界の恋人』リイシュー盤にもボーナス・トラックとしてこの3曲が収録されている。

## シングル（日本盤）
1. 荒野のならず者（1974年、ECPB-257-PH）
2. ソウル・トレインのテーマ（1974年、ECPB-277-PH）※「スリー・ディグリーズとMFSB」名義で発売
3. 天使のささやき（1974年、ECPB-282-PH）
4. 愛はメッセージ（1974年、ECPB-292-PH）
5. 天使のささやき（日本語盤）（1974年、ECPB-294-PH）
6. ミッドナイト・トレイン（1974年、ECPB-300-PH）
7. にがい涙（1975年、ECPB-307-PH）
8. 恋はシャンソン（1975年、ECPB-318-PH）
9. ソウル・トレインのテーマ（TV版）（1975年、ECPB-321-PH）※「唄：スリー・ディグリーズ、演奏：ボビー・マーチン＆MFSB」名義で発売
10. 荒野のならず者（1975年、ECPB-326-PH）
11. 口づけでおやすみ（1975年、ECPB-345-PH）
12. ドゥ・イット（1976年、SOPB-356）
13. 恋に乾杯（1976年、06SP-20）
14. 恋にアタック（1977年、06SP-145）
15. 恋にギヴ・アップ（1978年、06SP-293）
16. 悲しきランナー（1978年、06SP-332）
17. ジャンプ・ザ・ガン（1978年、06SP-457）

## その他
映画『フレンチ・コネクション』（1971年）の劇中にスリー・ディグリーズが登場し、『Everybody gets to go to the Moon』という曲を披露している。